# Amegilla cincta
Amegilla cincta là một loài Hymenoptera trong họ Apidae. Loài này được Fabricius mô tả khoa học năm 1781.
Loài này phân bố ở Zimbabwe.